# Dúnchad mac Duib-dá-Bairenn
Dúnchad mac Duib-dá-Bairenn (mort en 888),  est un roi de Munster issu des Eóganacht Chaisil une branche des Eóganachta, la famille royale du Munster. cette branche,de la dynastie avait ses domaines autour de  Cashel région du comté de  Tipperary.  Il règne de 872 à 888.

## Origine incertaine
Dúnchad appartient au Clann Faílbe il est le fils de Dub Da Bairenn fils de Crundmáel . Ce dernier  est présenté alternativement dans les généalogies comme l'oncle de Tnúthgal mac Donngaile ou comme son frère, tous deux étant les fils de Fogartach mac Fáilbe Fland le fondateur du clan

## Règne
Les Annales mentionnent la mort en paix du roi Cenn Fáelad hua Mugthigirn issu des Eóganacht Áine  après des « souffrance prolongées  » Si le fils de ce dernier Eógan (mort en 890) lui succède dans sa fonction d'abbé Imlecha Ibair sa succession comme roi de Cashel revient en la personne de Dúnchad mac Duib-dá-Bairenn  aux Eóganacht Chaisil lignée à laquelle appartenait son prédécesseur Máel Gualae mac Donngaile. Le décès de Dúnchad est relevé par les Annales  d'Ulster en 888  Il a comme successeur un autre membre des  Eóganacht Chaisil du Clann Fáilbe  en la personne de Dub Lachtna mac Máele Gualae

## Sources
- (en) Francis John Byrne, Irish Kings and High-Kings, Londres, Batsford, 1973 (ISBN 0-7134-5882-8)
- (en) T.W Moody, F.X. Martin, F.J. Byrne, A New History of Ireland IX Maps, Genealogies, Lists. A companion to Irish History part II, Oxford, Oxford University Press, 2011, 690 p. (ISBN 978-0-19-959306-4)